# Ramón Grosso
Ramón Moreno Grosso (født 8. december 1943, død 13. april 2002) var en spansk fodboldspiller (angriber) og -træner.
På klubplan spillede Grosso hele sin karriere, kun afbrudt af et kortvarigt lejeophold hos bysbørnene fra Atlético Madrid, hos Real Madrid i sin fødeby. Han spillede over 250 ligakampe for klubben, og var med til at vinde det spanske mesterskab hele syv gange, pokalturneringen Copa del Rey tre gange samt Mesterholdenes Europa Cup finale 1966.
Grosso spillede desuden 14 kampe for Spaniens landshold. Han debuterede for holdet 1. marts 1967 i en EM-kvalifikationskamp på udebane mod Tyrkiet.
Efter at have indstillet sin aktive karriere havde Grosso et par kortvarige perioder som træner for henholdsvis Real Madrid og Real Madrid Castilla.

## Titler
La Liga
- 1965, 1967, 1968, 1969, 1972, 1975 og 1976 med Real Madrid

Copa del Rey
- 1970, 1974 og 1975 med Real Madrid

Mesterholdenes Europa Cup
- 1966 med Real Madrid